# Gozo Channel Line

Logo der Gozo Channel Company Limited, Betreiber der Gozo Channel Line

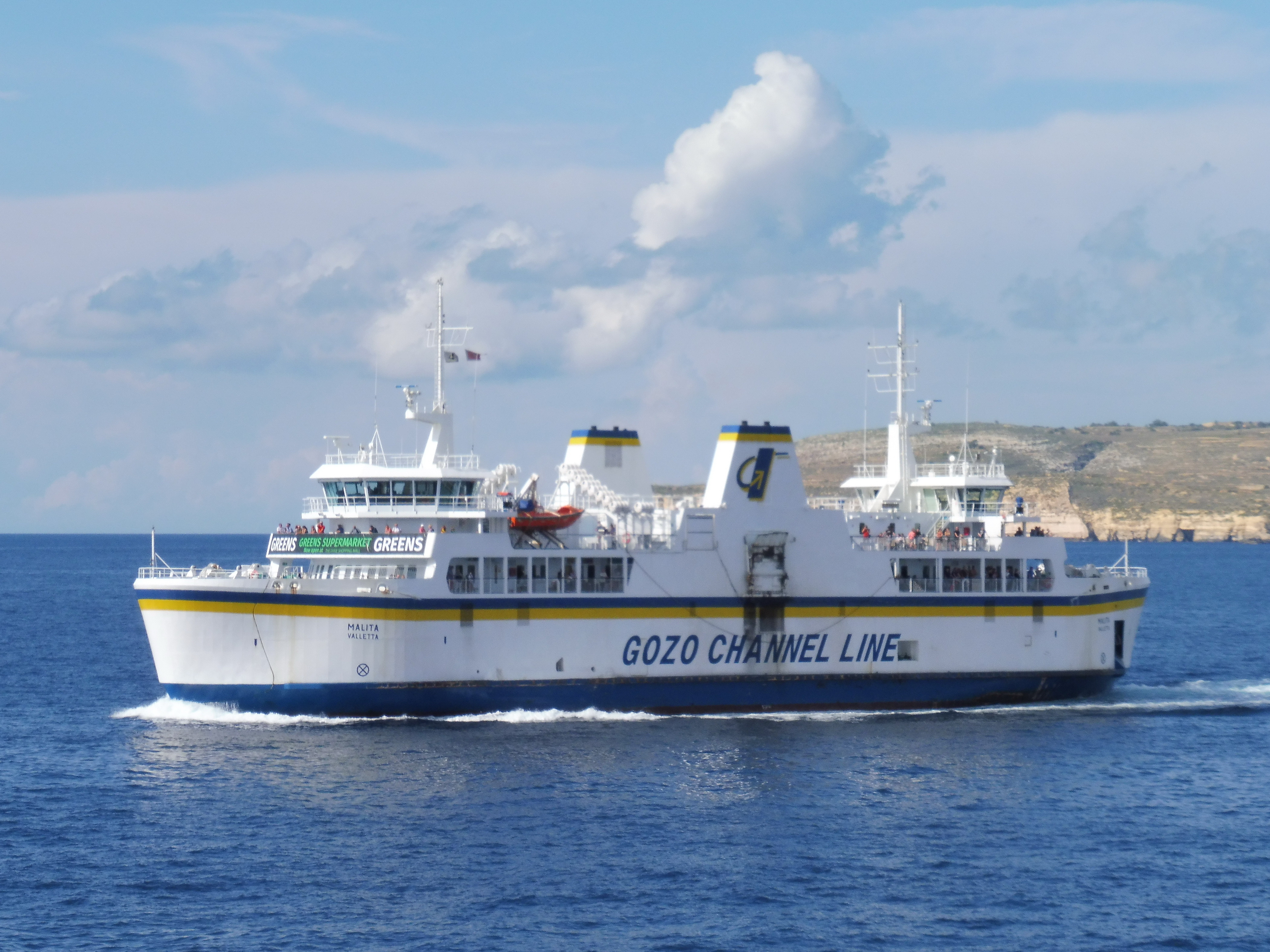
Malita auf der Fahrt von Gozo nach Malta

Die Gozo Channel Line der Reederei Gozo Channel Company Limited ist ein Anbieter von Fährverbindungen aus Malta mit Sitz in Mġarr (Gozo). Sie unterhält Verbindungen über den Gozokanal zwischen der Hauptinsel Malta und der Schwesterinsel Gozo. Die Gesellschaft besteht seit 1979.

## Zahlen und Daten
Gozo Channel beschäftigt 240 Mitarbeiter. Durchschnittlich werden jährlich bei 19.000 Fahrten rund 3,5 Millionen Passagiere und 900.000 Fahrzeuge mit derzeit drei Fähren befördert.

## Routen
Zwischen Mġarr auf Gozo und Ċirkewwa auf der Hauptinsel besteht ein fahrplanmäßiger Fährbetrieb, tagsüber alle 30 oder 45 Minuten und nachts alle 90 Minuten. Des Weiteren gibt es von Mġarr vorwiegend für den Schwerlastverkehr eine Verbindung nach Sa Maison auf der Hauptinsel. Zwischen 1981 und 1995 wurden auch Verbindungen nach Sizilien angeboten.

## Fährschiffe

### Aktuelle Flotte

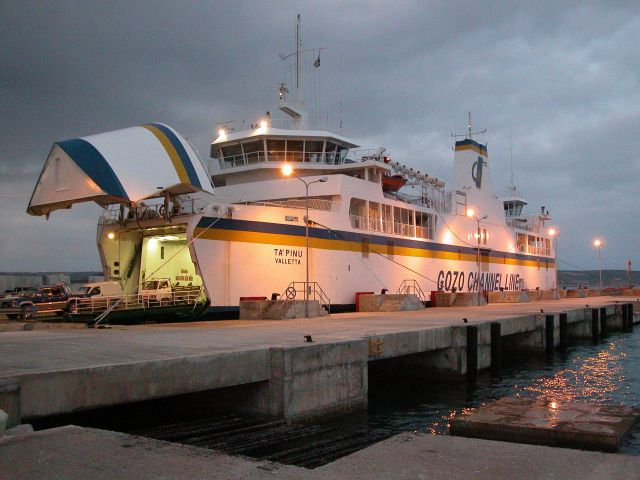
Ta’Pinu

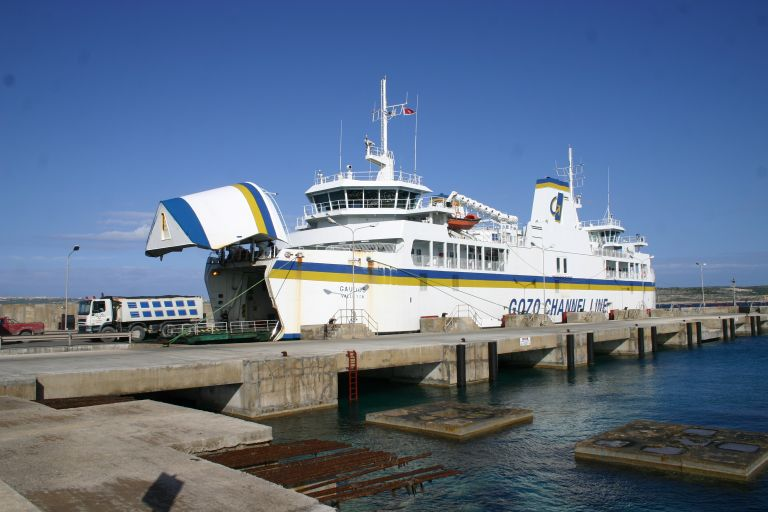
Gaudos

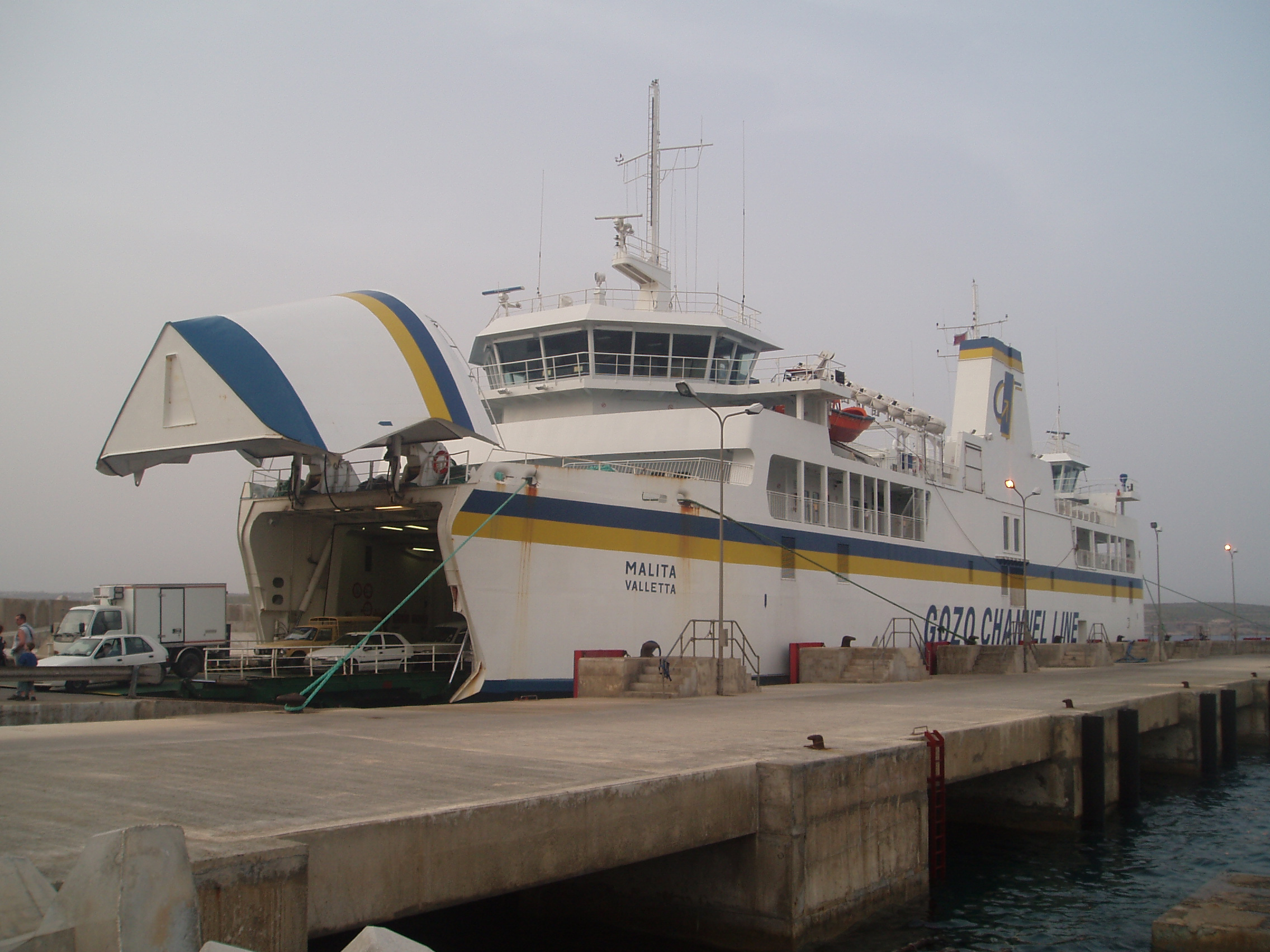
Malita

- Ta’Pinu (seit 2000): 2000 von den Malta Drydocks in Valletta gebaut. Sie ist 85,4 Meter lang, verfügt über einen 5300 kW starken Antrieb und erreicht eine Geschwindigkeit von rund 13 Knoten. Das Schiff ist mit 4874 BRZ vermessen. Es kann 900 Passagiere und 72 Fahrzeuge auf dem Unterdeck sowie weitere 66 PWK auf dem anhebbaren Oberdeck befördern.
- Gaudos (seit 2001): 2001 von Malta Shipbuilding in Valletta gebaut. Sie ist 85,4 Meter lang, wird von einem 4000 kW leistenden Motor angetrieben und erreicht eine Geschwindigkeit von rund 13 Knoten. Das Schiff ist mit 4893 BRZ vermessen. Es kann 900 Passagiere und 72 Fahrzeuge befördern. Bei diesem Schiff wurde auf das anhebbare Oberdeck verzichtet.
- Malita (seit 2002): 2001 von Malta Shipbuilding in Valletta gebaut. Sie hat eine Länge von 85,4 Metern, einen 5300 kW leistenden Antrieb und erreicht eine Geschwindigkeit von rund 13 Knoten. Das Schiff ist mit 4874 BRZ vermessen. Es kann 900 Passagiere und 72 Fahrzeuge sowie weitere 66 PWK auf dem anhebbaren Oberdeck befördern.
- Nikolaos (seit 2019): 1987 von North East Shipbuilders in Sunderland gebaut. Die Fähre ist 95,8 Meter lang. Die Antriebsmotoren leisten 3880 kW. Die Fähre erreicht eine Geschwindigkeit von rund 14 Knoten. Das Schiff ist mit 996 BRZ vermessen. Es kann 650 Passagiere und 160 Pkw befördern.

### Ehemalige Fährschiffe
- Jylland (1967–1984)
- Calypsoland (1969–1984)
- Melitaland (1974–1994)
- Cominoland (1976–1980)
- Ghawdex (1978–2000)
- Mgarr (1979–1995)
- Cittadella (1987–1995)
- Xlendi (1990–1999)
- Cittadella (1995–2002)
- Mgarr (1995–2002)
- Calypso (1993–2004)
- Bezz 20 (1994–1996)
- Citta (1995–1997)
- Victoria Express (1996–2002)

Die Jahreszahlen vor 1979 beziehen sich auf den Zeitpunkt, seitdem die Schiffe in Malta unter anderen Gesellschaften eingesetzt wurden.